# (4808) Ballaero
(4808) Ballaero es un asteroide perteneciente al cinturón de asteroides, descubierto el 21 de enero de 1925 por Karl Wilhelm Reinmuth desde el Observatorio de Heidelberg-Königstuhl, Alemania.

## Designación y nombre
Designado provisionalmente como 1925 BA. Fue nombrado Ballaero en homenaje a la empresa "Ball Aerospace & Technologies Corp.", que ha contribuido a la investigación científica de los planetas y los asteroides desarrollando instrumentos para los telescopios Hubble y Spitzer, el Widefield Infrared Survey Explorer y la nave espacial de la misión Deep Impact al cometa 9P / Tempel.

## Características orbitales
Ballaero está situado a una distancia media del Sol de 2,669 ua, pudiendo alejarse hasta 3,094 ua y acercarse hasta 2,244 ua. Su excentricidad es 0,159 y la inclinación orbital 10,77 grados. Emplea 1593 días en completar una órbita alrededor del Sol.

## Características físicas
La magnitud absoluta de Ballaero es 12,2. Tiene 19,238 km de diámetro y su albedo se estima en 0,074.